# Charles Bentley

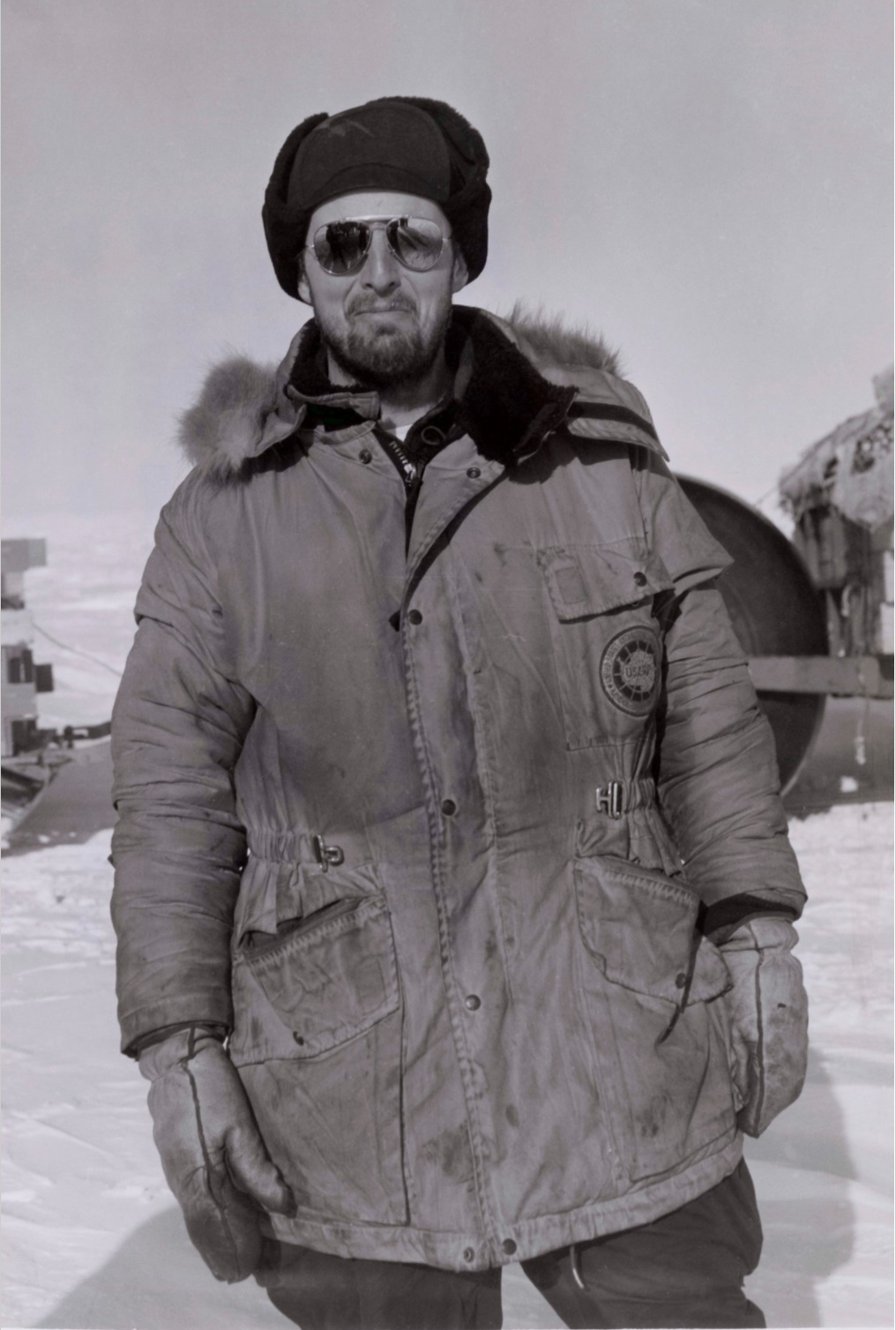
Charles Bentley, 1964

Charles Raymond Bentley (* 23. Dezember 1929 in Rochester, New York; † 19. August 2017 in Oakland, Kalifornien) war ein US-amerikanischer Geophysiker und Polarforscher. Er war Professor an der University of Wisconsin–Madison. Der Berg Mount Bentley und der Bentley-Subglazialgraben in der Antarktis sind nach ihm benannt. Im Jahre 1957 unternahm er mit anderen Forschern, darunter Mario Giovinetto, eine Expedition mit Kettenfahrzeugen zur ersten Vermessung der Eis-Dichte in der Westantarktis.
1990 wurde er zum Fellow der American Association for the Advancement of Science gewählt.